# استانیسلاو موروزوف
استانیسلاو موروزوف (اوکراینی: Станіслав Олександрович Морозов؛ زادهٔ ۱ فوریهٔ ۱۹۷۹) اسکیت‌باز نمایشی اهل اوکراین است. و همچنین از اسکیت‌بازان نمایشی در بازی‌های المپیک زمستانی ۲۰۰۲ بوده که در بازی‌های المپیک زمستانی ۲۰۰۶ و ۲۰۱۰ نیز حضور داشت.